# Mollabürhanlı
Mollabürhanlı è un comune dell'Azerbaigian situato nel distretto di Xaçmaz. Conta una popolazione di 927 abitanti.